# Un caso de identidad
Un caso de identidad (título original: A Case of Identity) es uno de los 56 relatos cortos sobre Sherlock Holmes escrito por Arthur Conan Doyle. Fue publicado originalmente en The Strand Magazine y posteriormente recogido en la colección Las aventuras de Sherlock Holmes.

## Argumento

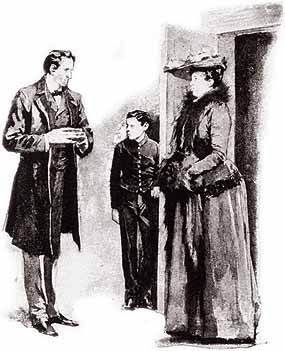
Un Caso De Identidad: Holmes recibiendo a Mary Sutherland.

Ambientada en 1888, la historia gira en torno al caso de la señora Mary Sutherland, una mujer con grandes ingresos gracias a los intereses de un fondo creado para ella. Ella está prometida con un silencioso londinense que ha desaparecido recientemente. Las dotes detectivescas de Holmes apenas son puestas a prueba ya que este caso se convierte en algo muy elemental para él, aunque intrigue tanto a Watson.
El prometido, Hosmer Angel, es un personaje peculiar, bastante callado, y bastante reservado respecto a su vida. La señora Sutherland solo sabe que él trabaja en una oficina en Leadenhall Street, pero nada más específico que eso. Todas las cartas a ella están escritas a máquina, incluso la firma, y él insiste que le responda a través de la oficina de Correos local.
El clímax de esta triste relación llega cuando el señor Angel abandona a la señora Sutherland en el altar el día de su boda.
Holmes, anotando todas estas cosas, la descripción de Hosmer Angel, y el hecho de que él parece que solo visita a la señora Sutherland cuándo su descontento y, más bien joven padrastro, James Windibank, está fuera del país por negocios, llega a una conclusión bastante rápido. Una letra escrita a máquina confirma su teoría sin ninguna duda. Solo una persona podría ganar algo de esto: James Windibank. Holmes deduce que "Angel" había "desaparecido" simplemente saliendo del coche de caballos por la puerta después de entrar por la otra.
Después de resolver el misterio, Holmes escoge no contarle a su cliente la solución, ya que "Ella no me creería… Hay mucho peligro en quitarle a una mujer su ilusión". Sin embargo, Holmes puede ser acusado por no cumplir con su deber profesional por el que fue pagado – concretamente, investigar el asunto por el cual ella le contrató, darle los resultados y dejarla decidir que hacer con ellos. Holmes aconseja a su cliente que olvide al "señor Angel"; la señora Sutherland rechaza el consejo de Holmes y jura ser fiel a "Angel" hasta que reaparezca.
Holmes predice que Windibank continuará con una carrera criminal y que acabará en la horca.